# 慶長伏見地震
慶長伏見地震（けいちょうふしみじしん）は、文禄5年閏7月13日（1596年9月5日）子の刻に山城国伏見（現・京都府京都市伏見区相当地域）付近で発生した大地震である。慶長伏見大地震とも呼称される。
推定マグニチュードは7.5前後で、畿内の広範囲で震度6相当の揺れであったと推計されている。京都では伏見城天守や東寺、天龍寺、方広寺大仏（京の大仏）等が倒壊し、死者は1,000人を超えたとされる。

## 概要

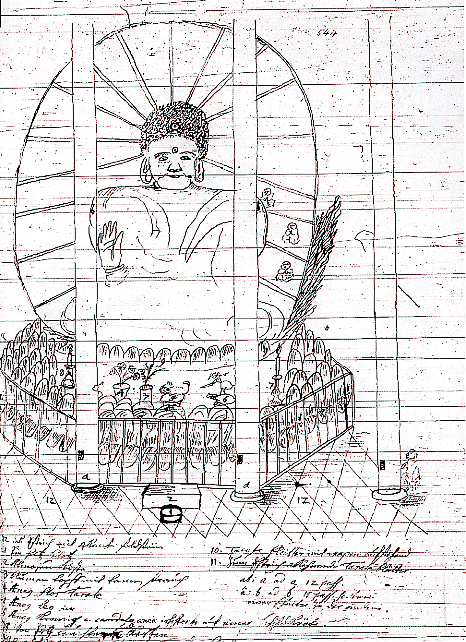
エンゲルベルト・ケンペルの方広寺大仏（京の大仏）のスケッチ。ただし、描かれている大仏は江戸時代に再建されたもので、秀吉が造立した頃の大仏ではない。

現在の京都・伏見付近の有馬-高槻断層帯および六甲・淡路島断層帯を震源断層として発生したマグニチュード(M) 7.25-7.75程度と推定される内陸地殻内地震（直下型地震）である。地震による死者数の合計は京都や堺で1,000人以上を数えたと伝えられており、豊臣秀吉が指月の隠居屋敷を大改修して完成間近の指月伏見城天守もこの地震により倒壊し、城内だけで600人が圧死したと言われている。
京都では東寺・天龍寺・二尊院・大覚寺・方広寺大仏（京の大仏）などが損壊し、被害は京阪神・淡路島の広い地域に及び、大坂・堺・兵庫（現在の神戸）では家々が倒壊した。また、現在の香川県高松市でも強震を伴ったとされている（『讃岐一宮盛衰記』）。
方広寺初代大仏(京の大仏)の被害は以下の通りである。醍醐寺座主の義演が著した『義演准后日記』によると、大仏の胸が崩れ、左手が落ち(日記の原文は「左御手崩落」で、拝観者から見て左の手、すなわち大仏の右手が落ちたとする解釈もある)、全身に所々ひび割れが入ったという。ただし大仏の光背は無傷で残ったという。大仏の造立を命じた豊臣秀吉は工期短縮のために銅製ではなく、木造に変更して初代大仏の造立を進めたが、それが裏目に出た。なお初代大仏の被災現場のシーンを漫画などで描く場合、大仏の頭部が落下したように描かれることもあるが、地震で初代大仏の頭部が落下したとの記述は『義演准后日記』には見られない。秀吉は大仏が損壊したことに大変憤り、一説には怒りのあまり、大仏の眉間に矢を放ったと伝わる。このような不遜な態度を取った原因について、秀吉は大仏を信仰の対象としてではなく、自らの権力を誇示するための道具としか見なしていなかったためとする説もある。大仏とは対照的に、初代大仏殿は地震による損壊を免れた。初代大仏は損壊したとは言え全壊ではなかったので、その後しばらくそのまま残されていたが(ただし大仏は畳表で覆い隠され、人目につかないようにしていたという)、『義演准后日記』慶長2年（1597年）5月23日条に「今日大仏へ太閤御所御成、本尊御覧、早々くすしかへの由仰云々  (秀吉公が大仏を御覧になり、早く取り壊せなどと命じた)」とする記述があり、最終的に秀吉の命令で、初代大仏は解体されることが決まった。また宣教師ぺドウロ・ゴーメスの書簡には「自身の身すら守れぬ大仏が人びとを救えるはずもないとして、大仏を粉々になるまで砕いてしまえと命じた」と記録されている。その後秀吉が死去し、豊臣秀頼の代に2代目方広寺大仏の再建が行われたが、方広寺鐘銘事件が発生し、豊臣家滅亡へと繋がってしまった。
木津川河床遺跡・内里八丁遺跡（八幡市）などでは顕著な液状化跡が見つかり、玉津田中遺跡（神戸市）や田能高田遺跡（尼崎市）などで、液状化現象が発生した痕跡がある。また、今城塚古墳（高槻市）と西求女塚古墳（神戸市灘区）における墳丘の地すべりは、この地震による地震動によるものであると推測されている。また、現在の徳島県鳴門市の撫養地区で生じた隆起は、塩田開発の契機となったと考えられている。
この地震による著名な死者としては加賀爪政尚、横浜一庵がいる。

## 別の地震との関連
この地震の4日前には現在の愛媛で中央構造線を震源とする慶長伊予地震が、また前日には現在の大分・別府湾口付近で別府湾-日出生断層帯の東部を震源とする慶長豊後地震（共にM7.0と推定）が発生しており、双方の地震による誘発地震の可能性が指摘されている。これらの天変地異が影響して、同年中に文禄から慶長へ改元が行われた。また、兵庫県南部を中心に甚大な被害となった1995年の兵庫県南部地震(M7.3)は、本地震で破壊された六甲・淡路島断層帯における地下深くの滑り残しが原因で発生したとする説が発表されている。

## 歌舞伎・落語「地震加藤」
歌舞伎「増補桃山譚」（ももやまものがたり）の通称である。明治2年（1869年）東京市村座で初演された。
内容は、伏見大地震の時（真夜中）、石田三成の讒言で秀吉の怒りを買い閉門中の加藤清正が第一番に豊臣秀吉のいる伏見城へ駆けつけ、動けない秀吉をおんぶして脱出させ、閉門を解かれるという話である。
だが、地震発生から2日後の日付でこの地震について領国に伝えた清正自身の書状には、秀吉一家の無事であったことと、自分は伏見の屋敷がまだ完成していなかったために被害を免れたと記されており、更に京都から胡麻を取り寄せる予定であったことも書き加えられている。つまり、この地震の時に清正は伏見でも京都でもなく恐らく大坂の自分の屋敷に滞在していた（清正は大坂から伏見の秀吉を見舞ったことになり、時間を要することになる）とみられ、この逸話は史実ではないことが明らかといえる。